# Campanula portenschlagiana

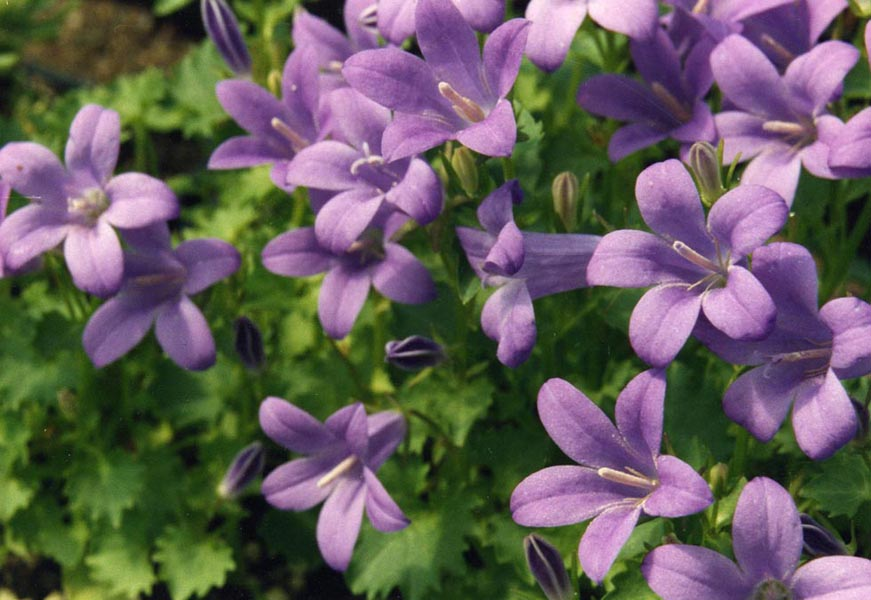

Campanula portenschlagiana, es una especie de plantas con flores de la familia de las campanuláceas. Es originaria de las montañas de Dalmacia en Croacia.

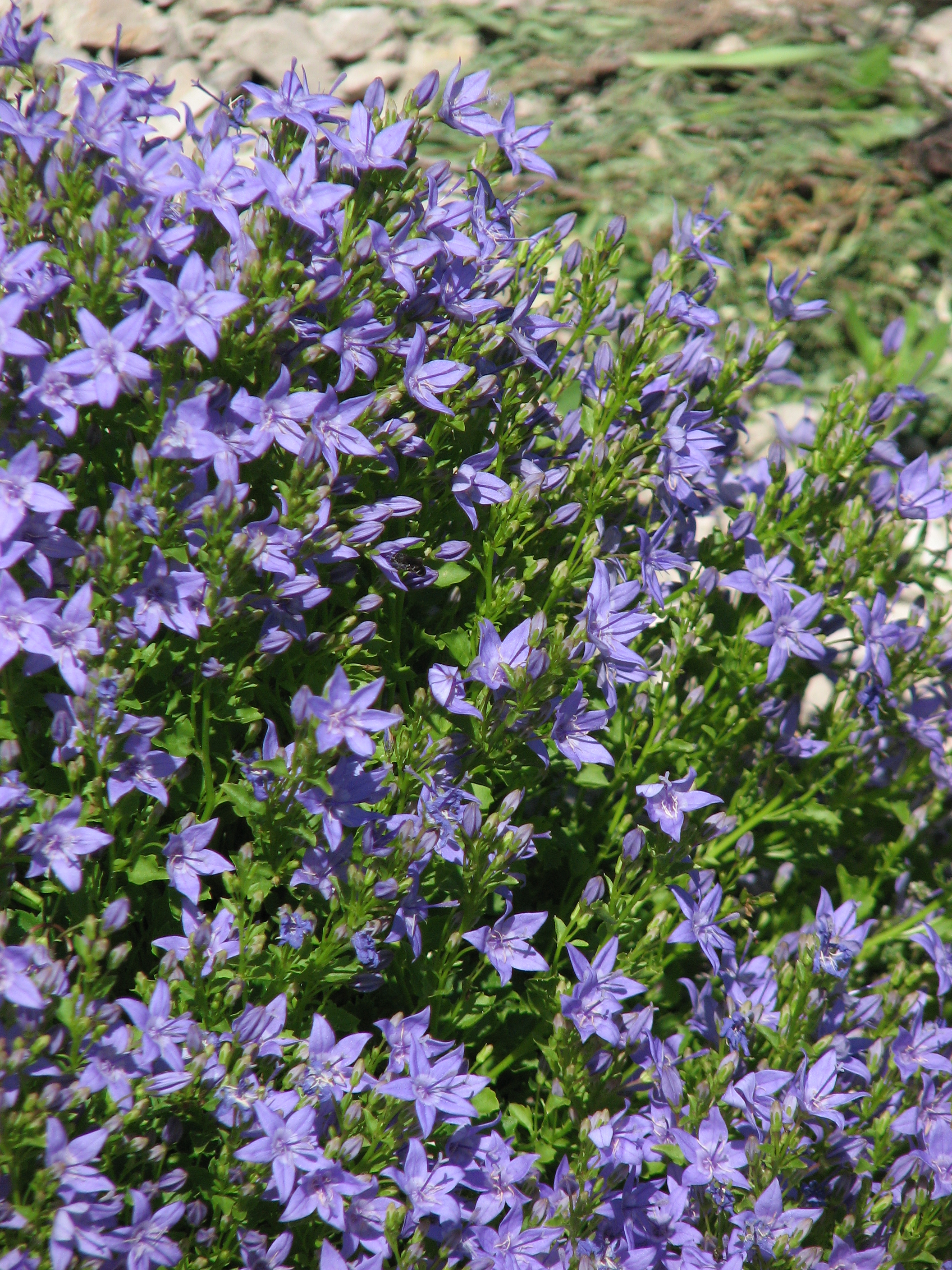
Vista de la planta

## Descripción
La planta alcanza un tamaño de unos 10 cm de altura. Crece en el sol o media sombra. La planta tiene muchas flores de color azul a partir de junio hasta agosto o septiembre.
Las flores pueden ser polinizadas por escarabajos, moscas, abejas y mariposas, pero las flores también se auto polinizan.

## Cultivo y usos
La campanilla de Dalmacia se planta en jardines de roca y como planta de la pared o cubierta vegetal . Es resistente al menos a zona de la resistencia 4 ( -34 °C).

## Taxonomía
Campanula portenschlagiana fue descrita por Josef August Schultes y publicado en Systema Vegetabilium 5: 93. 1819.
Etimología
Campanula: nombre genérico diminutivo del término latíno campana, que significa "pequeña campana", aludiendo a la forma de las flores.
portenschlagiana: epíteto  otorgado en honor del botánico austriaco Franz von Portenschlag-Ledermayer (1772-1822).
Sinonimia
- Campanula affinis Rchb. ex Nyman
- Campanula muralis Port. ex A.DC[4][5]